# 许公大
許公大（1528年—？年），字德謙，號鳧溪，四川保寧府南部縣人。明朝政治人物。

## 生平
嘉靖三十一年（1552年）由國子生中式壬子科四川鄉試第十二名舉人，嘉靖四十四年（1565年）乙丑科三甲第八十五名進士。吏部观政，同年六月任直隶嘉定县知县一职。1569年由邵一本接任。隆慶二年（1568年）六月升大名府通判，三年三月改归德府教授，九月升济南府通判，四年六月升南户部主事，卒。

## 家族
曾祖許瓉，壽官；祖許正奇；父許重本，都司都事封評事；母龐氏，贈孺人；繼母劉氏；繼母任氏，封孺人。兄許公高（布政司參議、副使）；公亨，庠生；弟公進；公清。
子世傳、世佐。